# Metoda Golgiego

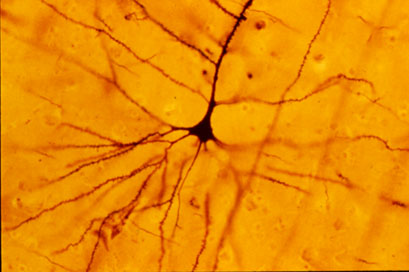
Komórka nerwowa w preparacie wykonanym metodą Golgiego

Metoda Golgiego – metoda barwienia preparatów neurohistologicznych, opracowana przez Camillo Golgiego w 1873 roku. Sam Golgi nazwał ją reakcją czarną (la reazione nera).
Opis metody:
1. Zanurzyć zakonserwowany w formalinie blok tkanki o rozmiarach ok. 10×5 mm w 2% wodnym roztworze dwuchromianu potasu na 2 dni
2. Osuszyć preparat bibułą filtracyjną
3. Umieścić blok w 2% wodnym roztworze azotanu srebra na kolejne 2 dni
4. Wykonać skrawki o grubości 20–100 μm
5. Szybko osuszyć preparat w etanolu, oczyścić i sporządzić ostateczne preparaty.

Opracowano szereg modyfikacji metody Golgiego, takich jak metoda Golgiego-Bubenaite, metoda Golgiego-Coxa, metoda Golgiego-Kopscha czy metoda Golgiego-Ogawy.